# 沃西卡縣
沃西卡縣（英語：Waseca County）是美國明尼蘇達州南部的一個縣。面積1,121平方公里。根據美國2000年人口普查，共有人口19,526人。縣治沃西卡 (Waseca)。
成立於1857年2月27日，縣名是達科他語「豐裕」的意思，指的是當地肥沃的土地。